# J.W. Cappelens Forlag
J.W. Cappelens Forlag, oftast benämnt enbart Cappelen, var ett norskt bokförlag.
J.W Cappelens förlag grundade av Jørgen Wright Cappelen 1829. Förlaget bestod av bland andra Cappelen Undervisning, Cappelen Litteratur, Cappelens Bokklubber, Map Solutions AS och Sentraldistribusjon ANS. 
Bonnier Book AB köpte företaget 1987. År 2008 fusionerades J.W. Cappelen Forlag med N.W. Damm & Søn under namnet Cappelen Damm AS. 